# ۳۷۸ (میلادی)
۳۷۸ میلادی هفتاد و هشتمین سال از سده چهارم در گاه‌شماری میلادی بود.

## رویدادها
- ۹ اوت - شکست امپراتوری روم از ویزیگوت‌ها در نبرد آدریانوپل
- تئودئوس یکم کفر را ممنوع اعلام‌کرد. مسیحیت دین رسمی امپراتوری روم شد.

## درگذشت‌ها
- ۹ اوت - والنس، امپراتور روم

## فرمانروایان
‎